# Thập niên 500 TCN
Thập niên 500 TCN hay thập kỷ 500 TCN chỉ đến những năm từ 500 TCN đến 509 TCN.